# Apanteles epiplemicidus
Apanteles epiplemicidus är en stekelart som beskrevs av De Saeger 1941. Apanteles epiplemicidus ingår i släktet Apanteles och familjen bracksteklar. Inga underarter finns listade i Catalogue of Life.